# Krickelsdorf
Krickelsdorf ist ein Gemeindeteil der Stadt Hirschau im Landkreis Amberg-Sulzbach in der Oberpfalz in Bayern.

## Geschichte
In einem Verzeichnis von Ignatz Biechl aus dem Jahr 1783 wird Krickelsdorf nicht erwähnt.
In einem Verzeichnis von Johann W. Melchinger aus dem Jahr 1796 wird der Ort als dem Gericht Hirschau, dem Rentamt Amberg und dem Bistum Regensburg zugehörige Einöde Kriggelsdorf erwähnt.
1818 wurde Krickelsdorf mit Großschönbrunn, Kleinschönbrunn und Ölhof zusammengeschlossen und bildete von da an den Distrikt Großschönbrunn. Auf Ebene der Steuerdistrikte blieb Krickelsdorf Atzmannsricht zugeordnet.
1838 wurde ein eigenes Landgericht Vilseck gegründet. Dabei wurde Krickelsdorf als Bestandteil der Gemeinde Großschönbrunn aus dem Landgericht Amberg herausgelöst und dem neuen Landgericht Vilseck zugeordnet.
1840 wurde in Krickelsdorf eine Kapelle erwähnt, die sich in einem ruinösen Zustand befand. In einem Verzeichnis vom gleichen Jahr wird der Ort mit 22 Häusern sowie 145 Einwohnern und der Pfarrei Gebenbach zugehörig angegeben.
Im August 1859 beantragte die Ortschaft die Weihe ihrer neu erbauten Kapelle. 1861 wurde die Dorfkapelle, weil zu klein und feucht, umgebaut und erweitert.
In einer Statistik der deutschen Schulen aus dem Jahre 1866 wird eine Nebenkirche in Krickelsdorf erwähnt, die zur Pfarrei Gebenbach gehörte.
In den Jahren 2013 und 2014 wurde in Krickelsdorf eine öffentliche Abwasserentsorgung gebaut. Das Vorhaben wurde mehrmals umgeplant. Zur Diskussion stand eine eigene Kläranlage am östlichen Ortseingang, Anschlussmöglichkeiten an die Abwasserentsorgung in Gebenbach sowie ein Anschluss an die Kläranlage in Hirschau. Letztendlich entschied man sich für den Anschluss an die Kläranlage in Hirschau. Dazu wurde im Jahr 2013 eine Abwasserdruckleitung gebaut. Die Kosten beliefen sich auf rund 550.000 Euro. Die 4.400 Meter lange Druckleitung führt von Krickelsdorf über den Himmelweiher zu einem Endschacht des Mischwasserkanals in der Weinbergstraße in Hirschau. Von dort wird das Abwasser im freien Gefälle der Kläranlage Hirschau zugeführt. 2014 wurden in Krickelsdorf rund 600 Meter Ortskanäle, Verbindungsleitungen und eine zentrale Pumpstation gebaut. Im Anschluss an den Tiefbau erfolgten die Wiederherstellung der Straßenoberfläche und die Gestaltung von Freiflächen. Insgesamt beliefen sich die Kosten für das Projekt auf 1,8 Millionen Euro, für das das Wasserwirtschaftsamt Weiden eine Förderung von 280 000 Euro in Aussicht stellte.

### Einwohnerentwicklung
1859 zählte Krickelsdorf 134 Seelen in 22 Häusern.

## Kultur und Sehenswürdigkeiten

### Bauwerke

#### Filialkirche Hl. Dreifaltigkeit

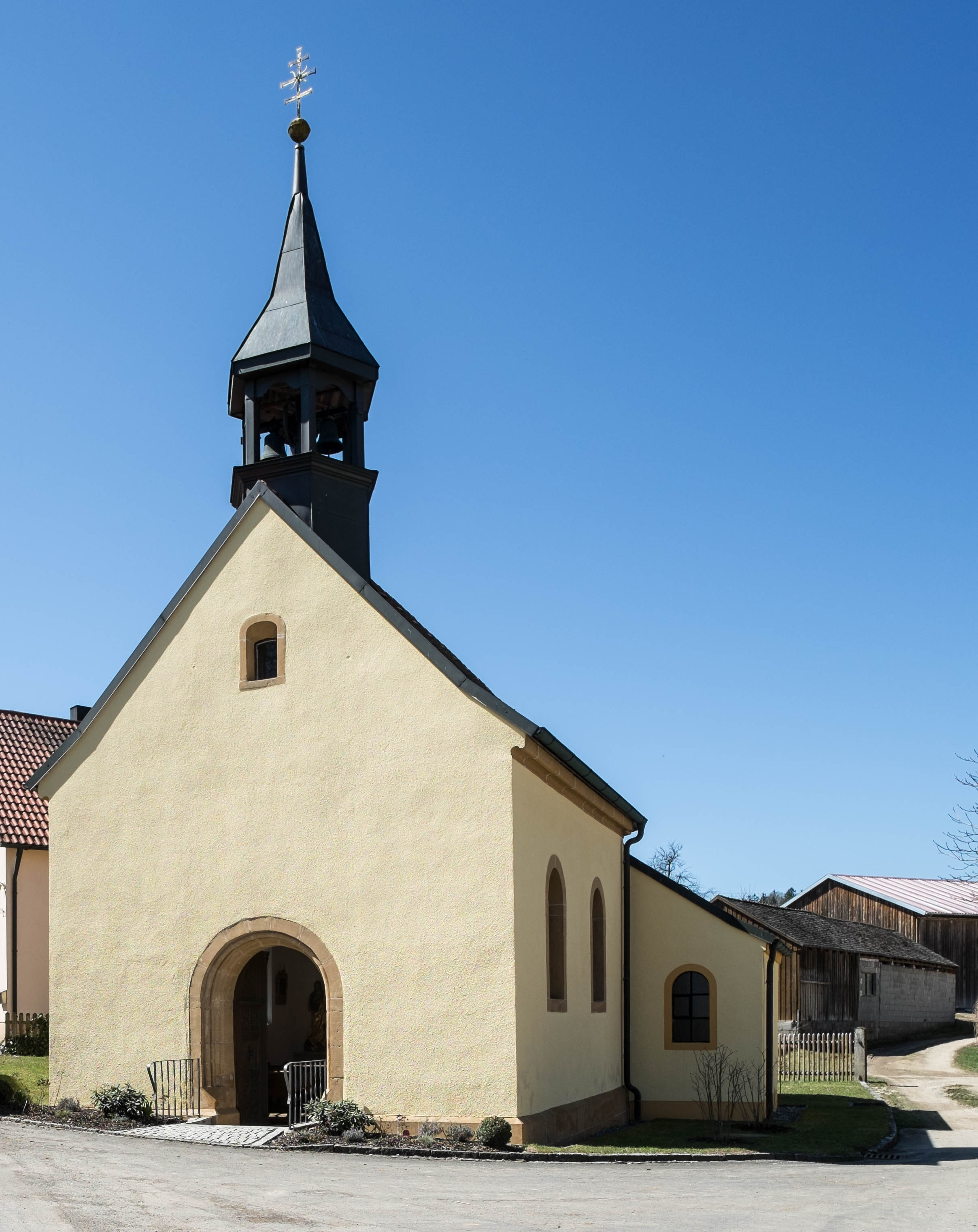
Filialkirche Hl. Dreifaltigkeit

Die Filialkirche ist in der Bayerischen Denkmalliste des Bayerischen Landesamtes für Denkmalpflege unter der Akten-Nr. D-3-71-127-50 aufgeführt.

#### Gasthof zur Linde
Seit 1795 gibt es in Krickelsdorf ein Wirtshaus. Den heutigen Gasthof errichtete 1910 Maurermeister Johann Schüsselbauer aus Gebenbach mit Zwerchgiebel, Mansarddach, Fledermaus-Gauben und Erker. Seit der Übergabe an die heutige Wirtin Sieglinde Wittmann, Urenkelin des Bauherrn Martin Dotzler, gab es mehrere Umbauten. Gaststube, Haustür und Kastenfenster sind original erhalten.

### Regelmäßige Veranstaltungen
Am Wochenende nach Pfingsten findet alljährlich die Krickelsdorfer Kirchweih im Hof des Gasthauses zur Linde statt.

### Vereine
- KLJB Krickelsdorf

- Landvolkbewegung (gegr. 22. Juni 2007)

Um die Dorfgemeinschaft zu fördern, und die Arbeit sowie die Gemeinschaft der Landjugend für die Familien weiterführen zu können, gründeten die Krickelsdorfer eine Ortsgruppe der Landvolkbewegung.

## Wirtschaft, Bildung und Infrastruktur
Krickelsdorf ist Anlaufpunkt des Naab-Vils-Weges.

### Verkehr
Krickelsdorf erreicht man, wenn man von Hirschau aus von der Staatsstraße 2123 in Richtung Vilseck nach ca. 4 km links in Richtung Atzmannsricht abbiegt. Von der Bundesstraße 299 (Amberg–Freihung) kann man zwischen Atzmannsricht und Großschönbrunn zweimal nach Krickelsdorf abbiegen.